# WNT Rotor Pro Cycling Team/Saison 2018
Diese Liste beschreibt die Mannschaft und die Siege des Radsportteams WNT Rotor Pro Cycling in der Saison 2018.

## Mannschaft
| Teamkader 2018                              | Teamkader 2018     | Teamkader 2018         | Teamkader 2018                         |
| Name                                        | Geburtsdatum       | Land                   | Vorheriges Team                        |
| ------------------------------------------- | ------------------ | ---------------------- | -------------------------------------- |
| Anna Badegruber                             | 14. Januar 1997    | Österreich             | Vitalogic Astrokalb Radunion Nö (2016) |
| Lydia Boylan                                | 19. Juli 1987      | Irland                 |                                        |
| Natalie Grinczer                            | 15. November 1993  | Vereinigtes Königreich |                                        |
| Hayley Jones                                | 4. September 1988  | Vereinigtes Königreich |                                        |
| Melissa Lowther                             | 15. Mai 1996       | Vereinigtes Königreich | Breeze (2017)                          |
| Elise Maes                                  | 4. Mai 1992        | Luxemburg              | Vitalogic Astrokalb Radunion Nö (2016) |
| Eileen Roe (1. Jan.–15. Jul.)               | 24. September 1989 | Vereinigtes Königreich | Lares-Waowdeals Women (2016)           |
| Hayley Simmonds                             | 22. Juli 1988      | Vereinigtes Königreich | UnitedHealthcare Women's Team (2016)   |
| Aafke Soet                                  | 23. November 1997  | Niederlande            | Parkhotel Valkenburg-Destil (2017)     |
| Gabrielle Pilote Fortin (22. Mär.–31. Dez.) | 26. April 1993     | Kanada                 | Cervélo Bigla (2017)                   |
| Lea Lin Teutenberg                          | 2. Juli 1999       | Deutschland            |                                        |
|                                             |                    |                        |                                        |
| Quelle: UCI                                 |                    |                        |                                        |

## Siege
| Siege    | Siege                                               | Siege       | Siege  | Siege      | Siege |
| Datum    | Rennen                                              | Staat       | Klasse | Siegerin   |       |
| -------- | --------------------------------------------------- | ----------- | ------ | ---------- | ----- |
| 8. Apr.  | Healthy Ageing Tour, 5. Etappe                      | Niederlande | 2.1    | Aafke Soet |       |
| 13. Jul. | European Road Cycling Championships - Women U23 ITT | Tschechien  | CC     | Aafke Soet |       |

## UCI-Weltranglisten-Platzierungen
| UCI-Ranking | UCI-Ranking             | UCI-Ranking            | UCI-Ranking |
| Fahrerin    | Fahrerin                | Land                   | Punkte      |
| ----------- | ----------------------- | ---------------------- | ----------- |
| 144.        | Aafke Soet              | Niederlande            | 114 P.      |
| 152.        | Hayley Simmonds         | Vereinigtes Königreich | 106 P.      |
| 274.        | Elise Maes              | Luxemburg              | 40 P.       |
| 520.        | Natalie Grinczer        | Vereinigtes Königreich | 12 P.       |
| 591.        | Gabrielle Pilote Fortin | Kanada                 | 7 P.        |
| 601.        | Winanda Spoor           | Niederlande            | 6 P.        |
| 767.        | Lea Lin Teutenberg      | Deutschland            | 3 P.        |